# Mitcham
Mitcham es un barrio del municipio londinense de Merton. Se encuentra a unos 11,6 km (7,2 mi) al suroeste del centro de Londres, Reino Unido. Se encuentra en el límite entre el Londres interior y el Londres exterior y contaba en 2011 con una población de 63393 habitantes.